# Melikaiella tumifica
Melikaiella tumifica ist eine Art der Gallwespen (Cynipidae). Sie stammt aus Nordamerika. Mit der Einführung einer ihrer Wirtspflanzen nach Europa, der Roteiche, wurde die Art schließlich hierher eingeschleppt. Die Gallwespen-Art wurde von dem russischen Entomologen Carl Robert Osten-Sacken 1865 als Cynips tumifica erstbeschrieben. Das lateinische Art-Epitheton tumifica (von tumor + facere) bedeutet „eine Schwellung verursachen“.

## Taxonomie
Die aktuell gültige Namenskombination Melikaiella tumifica wurde von Pujade-Villar et al. (2014) eingeführt. Zuvor war die Art unter folgenden Synonymen bekannt:
- Andricus (Callirhytis) tumificus (Osten Sacken, 1865) – von Mayr 1881 eingeführt
- Callirhytis tumifica (Osten Sacken, 1865) – von Dalla Torre und Kieffer 1910 eingeführt

## Merkmale
Die weiblichen Gallwespen sind etwa 3 mm lang, die Männchen etwa 2 mm. Die Weibchen sind dunkelbraun und rotbraun gemustert. Kopf und Fühler der Weibchen sind rotbraun gefärbt. Der Bereich zwischen den Ocelli ist bei den Weibchen der ungeschlechtlichen (asexuellen) Generation dunkelbraun bis schwarz, die Mandibeln sind hellbraun gefärbt. Das Mesoscutellum, das Metascutellum und das Propodeum sind dunkelbraun bis schwarz gefärbt. Die Beine sind rotbraun gefärbt, das Metasoma dunkelbraun.
Bei den asexuellen Weibchen ist das Mesoscutum (Rückenplatte) zwischen den Notauli matt runzlig und auf beiden Seiten der Notauli zart netzförmig, die mesoscutellaren Foveae (Grube) sind deutlich durch eine zentrale erhöhte Carina (Kiel) getrennt und der Boden der Foveae weist starke Längsfalten auf. Die Männchen sind überwiegend blauschwarz gefärbt. Mundwerkzeuge und Palpen sind gelblich. Die Beine weisen gelbliche Partien auf.

## Verbreitung
Melikaiella tumifica kommt hauptsächlich im östlichen Nordamerika vor. Nachweise der Art gibt es auch von der Westküste der Vereinigten Staaten und dem westlichen Kanada. In Europa gibt es seit mindestens Anfang der 2010er Jahre Funde der Art. In der Schwetzinger Hardt südlich von Heidelberg sind die Gallwespen seit 2011 nachgewiesen. Aus Berlin sind Funde seit 2014 dokumentiert.

## Lebensweise
Die Gallwespen weisen in ihrem Lebenszyklus einen Generationswechsel auf. Die Larven der zweigeschlechtlichen, sexuellen Generation erzeugen die im Frühjahr auftretenden Gallen an den Blättern von Roteiche (Quercus rubra) und Färber-Eiche (Quercus velutina). Als weitere Wirtspflanze wird die Scharlach-Eiche (Quercus coccinea) genannt. Die Gallen bilden Verdickungen der Blattstiele und der Mittelrippen der Blätter. Aus den Gallen schlüpfen im Mai und Juni die adulten Gallwespen. Die Gallen der eingeschlechtlichen, sich parthenogenetisch vermehrenden Generation treten im Oktober und November auf. Deren Larven erzeugen kryptische Gallen an den Eicheln, den Früchten ihrer Wirtspflanzen. Bisher ist offenbar nur die Roteiche als Wirtspflanze der asexuellen Generation bekannt. Die befallenen Eicheln sind in der Regel kleiner. Sie enthalten bis zu 6–7 Larvenkammern. Im November ist die Entwicklung zur Imago abgeschlossen. Die befallenen Eicheln fallen im Spätherbst zu Boden. Die fertig entwickelten Gallwespen der asexuellen Generation überwintern in den Gallen und erscheinen im Frühjahr.

## Bilder

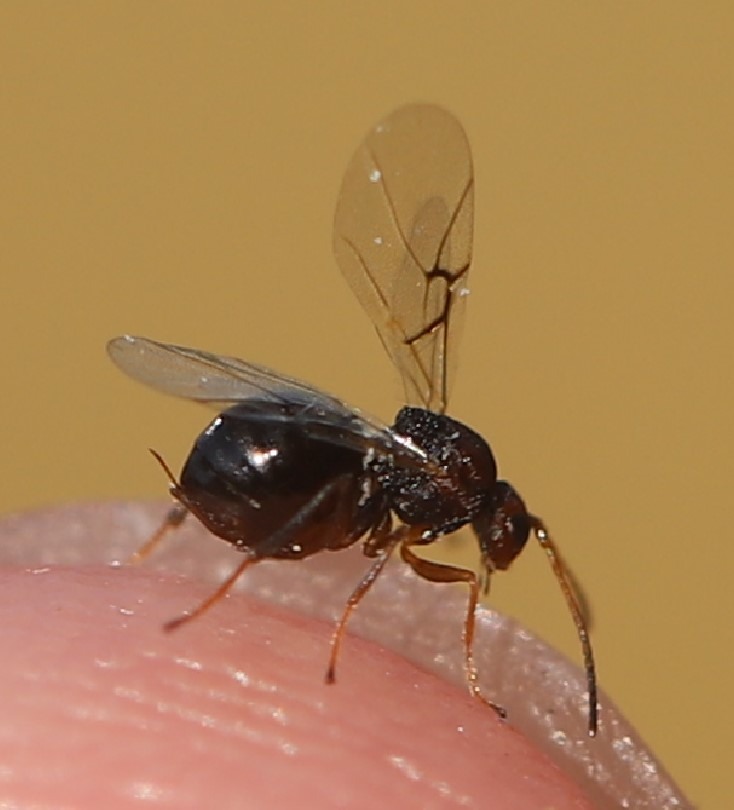
♀ der geschlechtlichen Generation
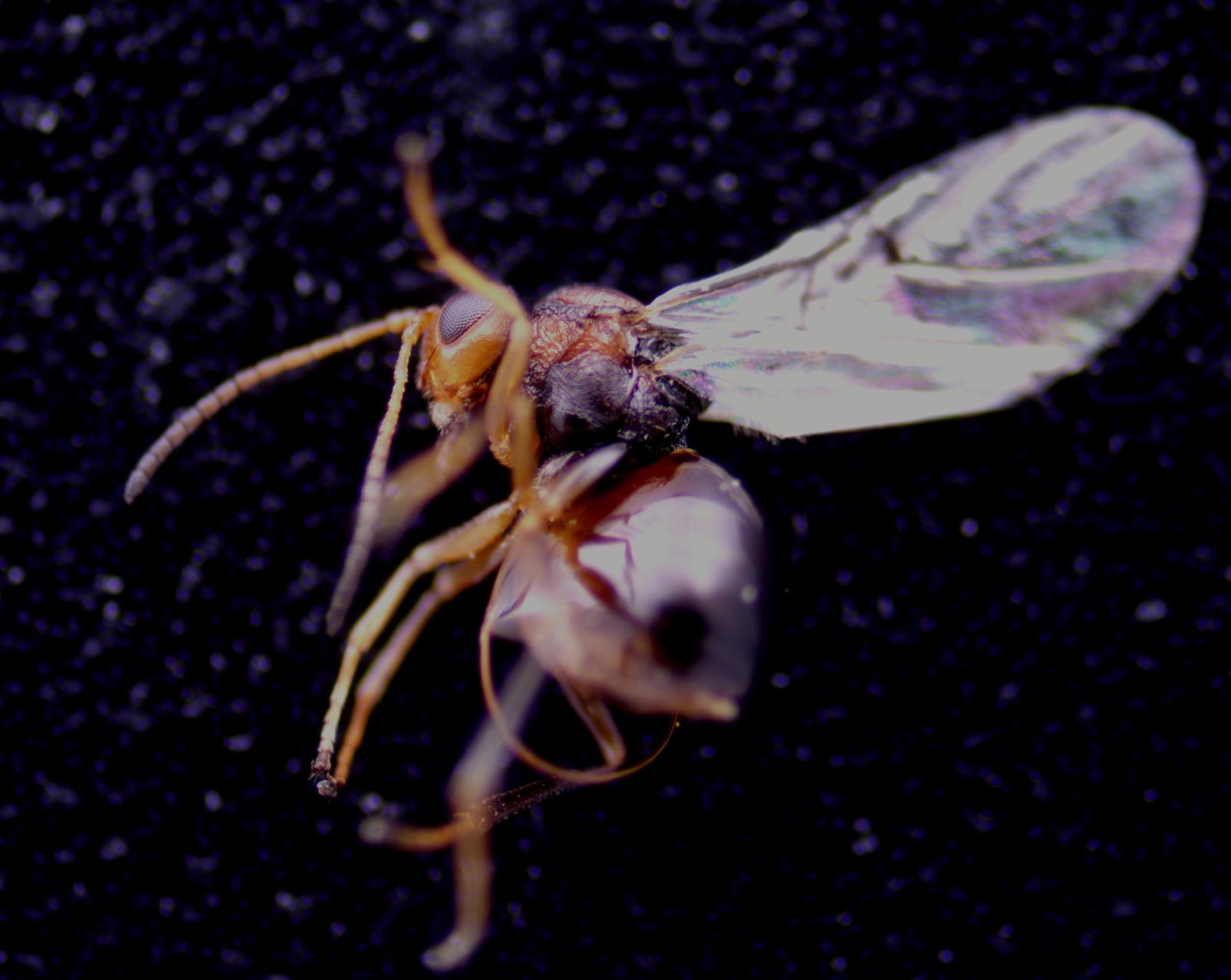
♀ der geschlechtlichen Generation
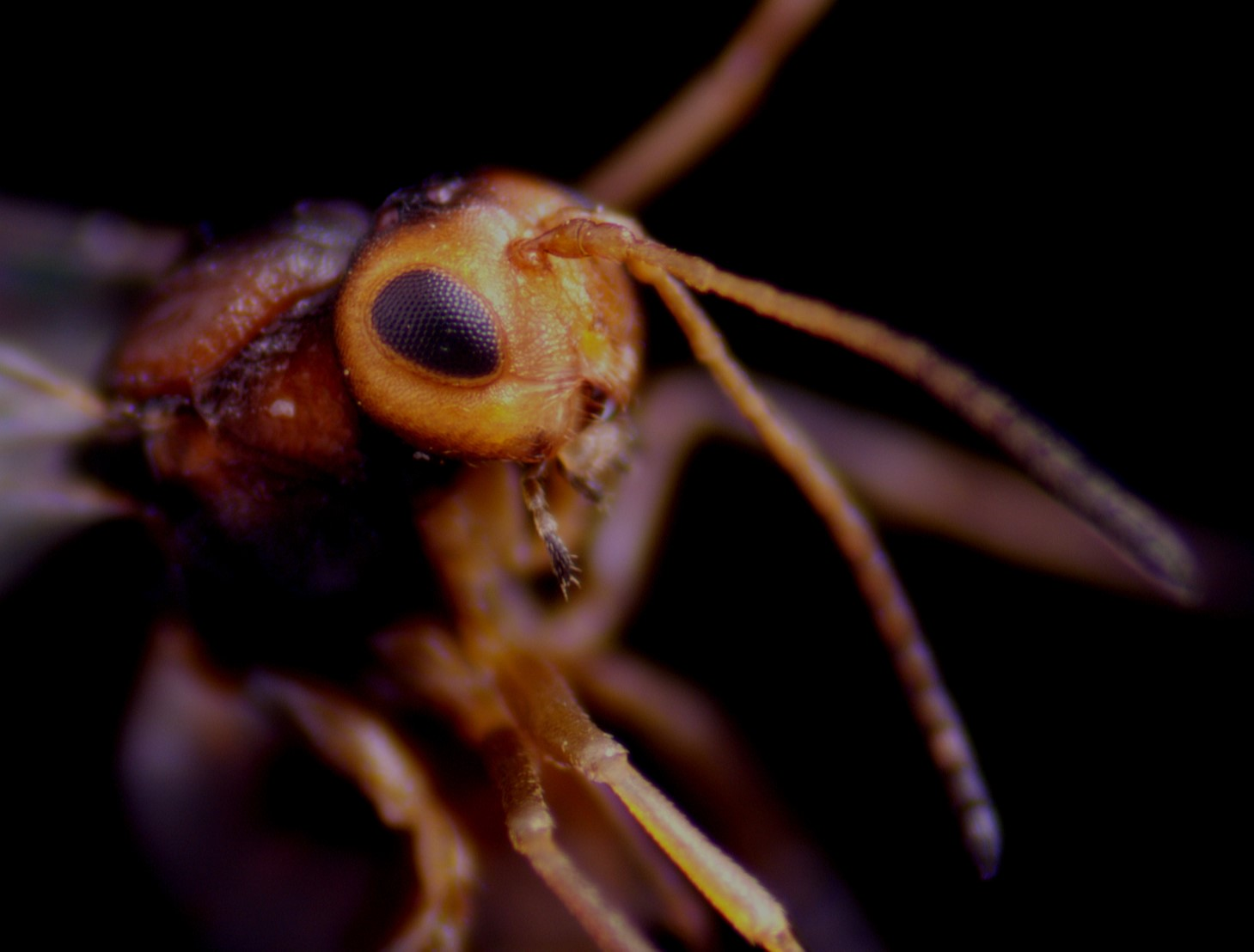
♀ der geschlechtlichen Generation
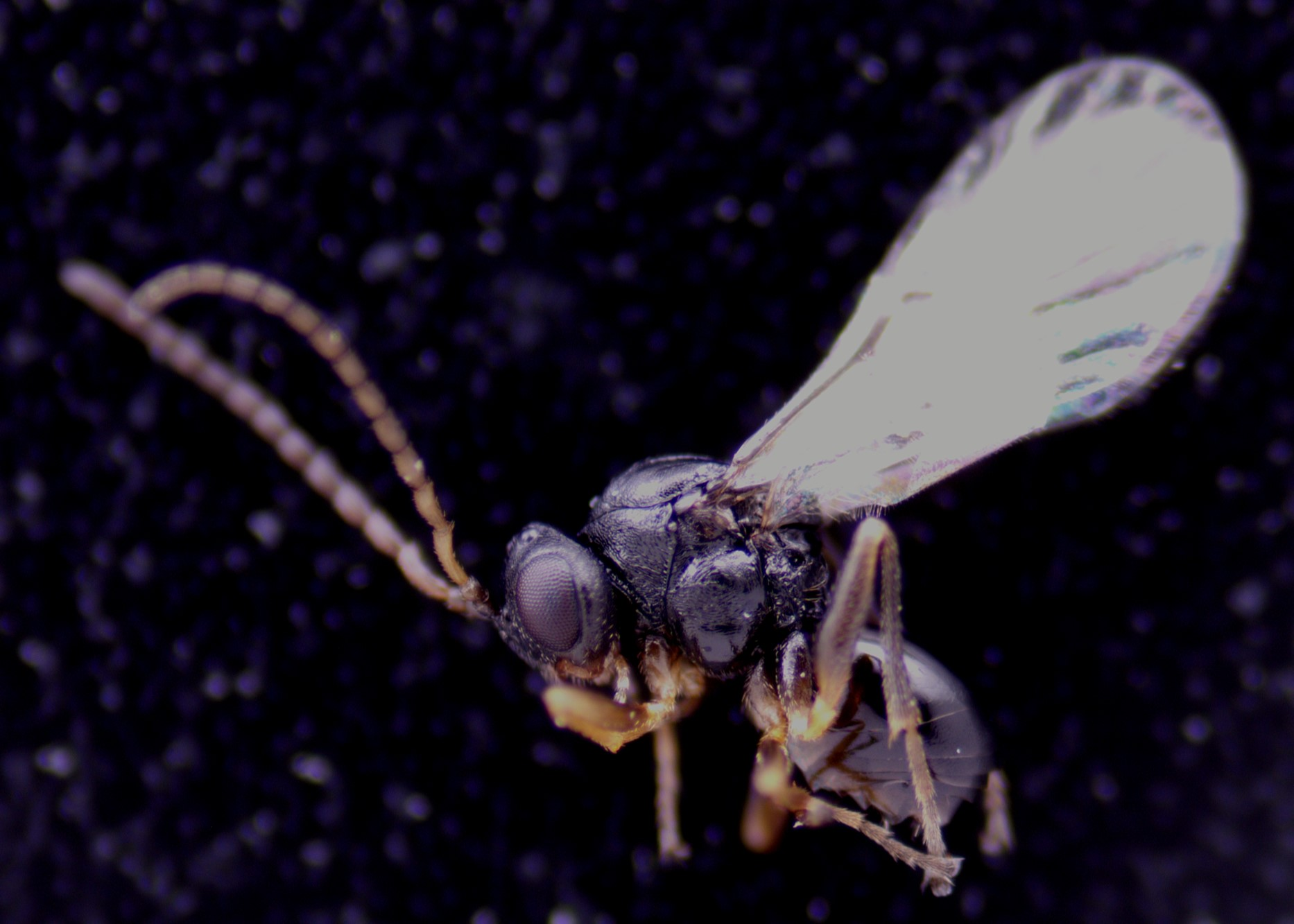
♂
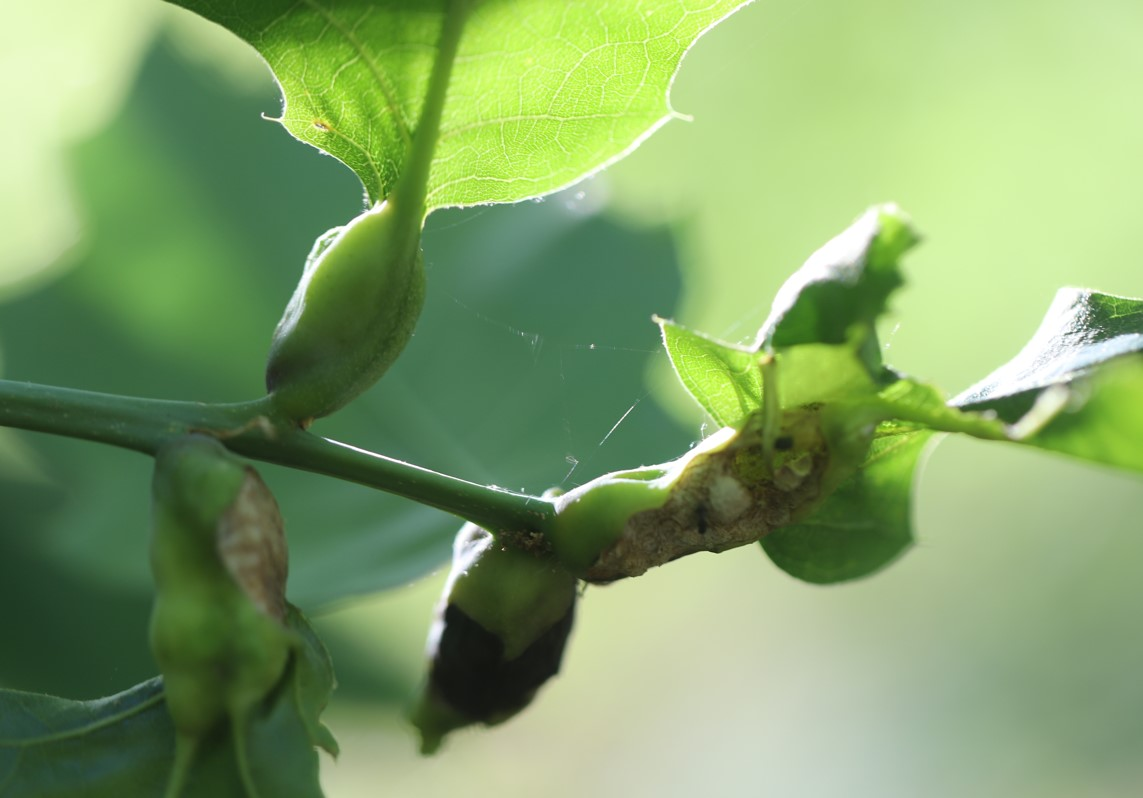
Gallen der geschlechtlichen Generation
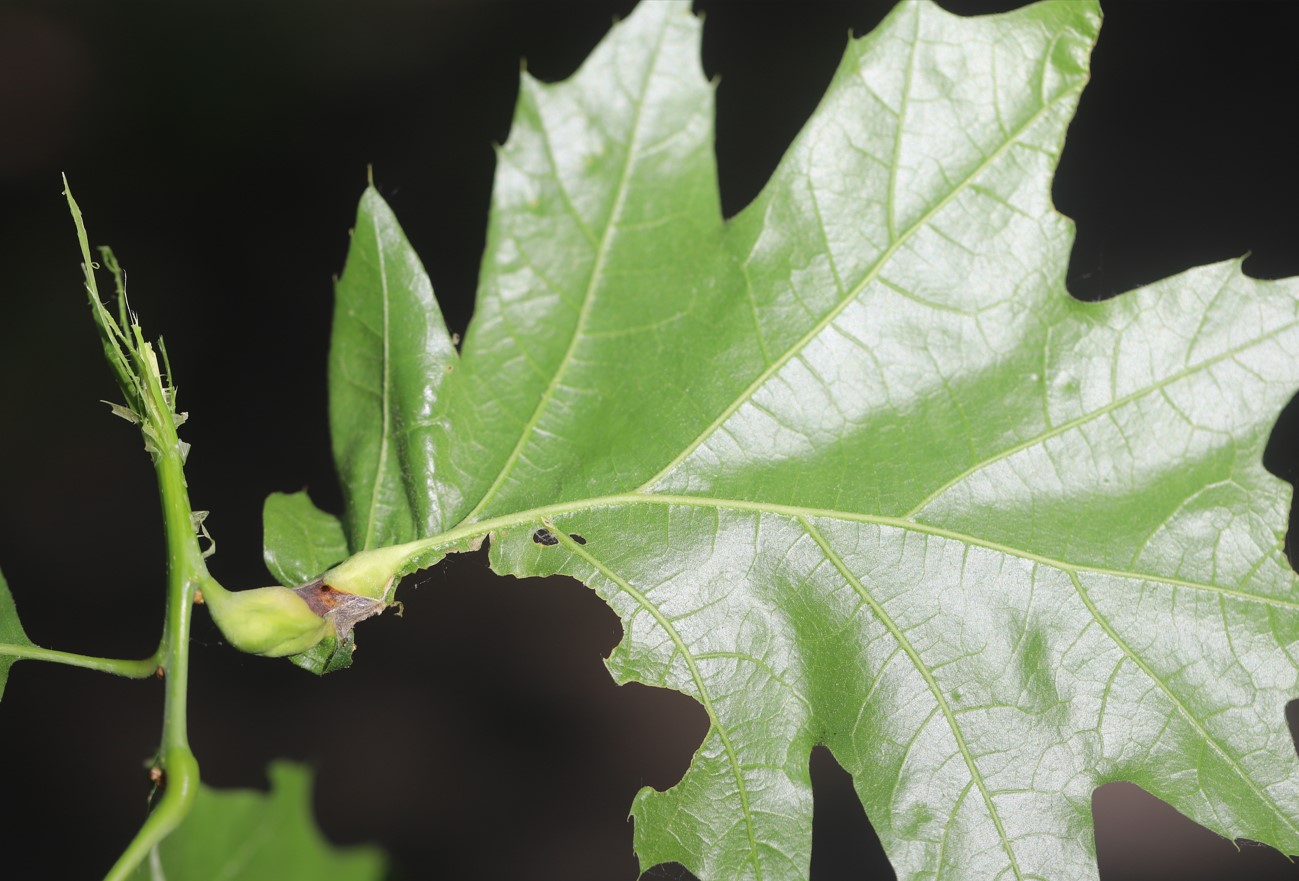
Galle der geschlechtlichen Generation
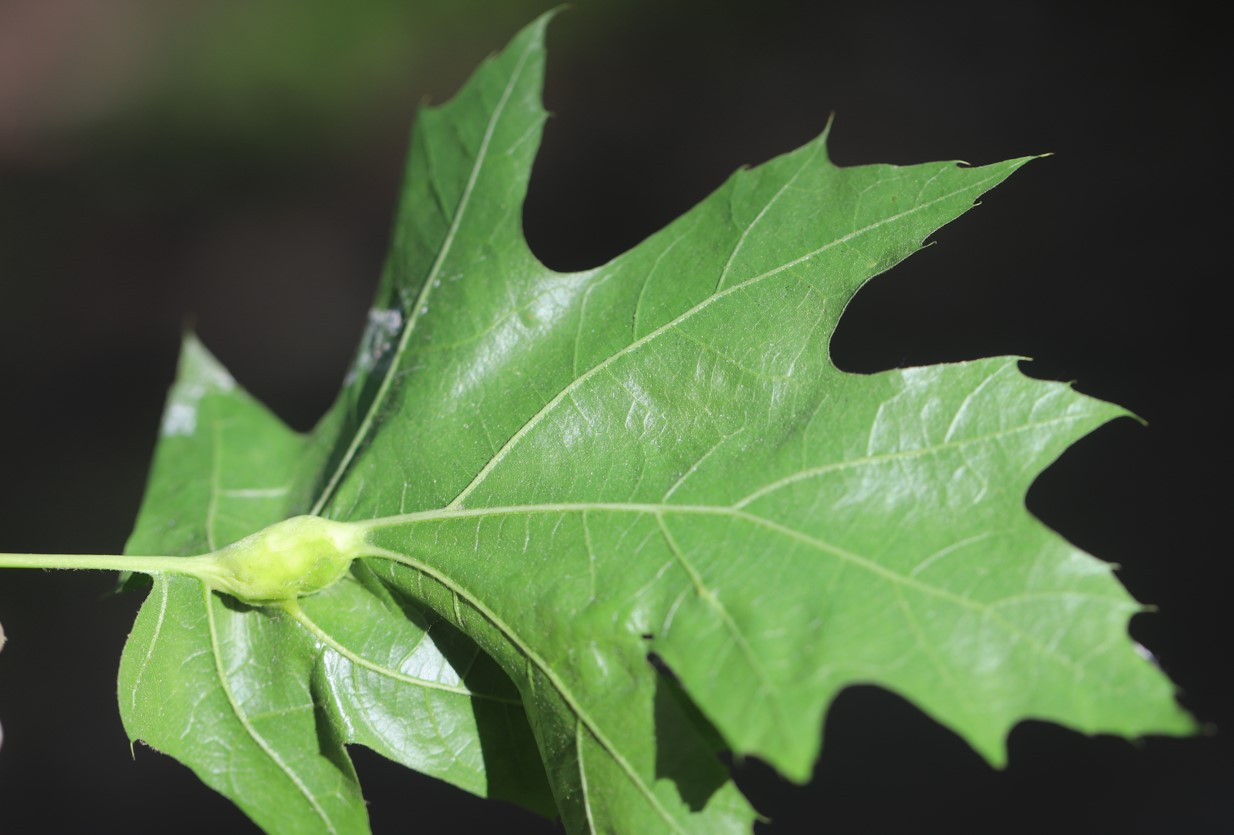
Galle der geschlechtlichen Generation